# Green Law
Green Law är en kulle i Storbritannien.   Den ligger i kommunen Midlothian och riksdelen Skottland, i den centrala delen av landet, 500 km norr om huvudstaden London. Toppen på Green Law är 517 meter över havet.
Terrängen runt Green Law är varierad.Runt Green Law är det glesbefolkat, med 16 invånare per kvadratkilometer. Närmaste större samhälle är Edinburgh, 16,7 km nordost om Green Law. Trakten runt Green Law består i huvudsak av gräsmarker.